# Kevin McNulty (acteur)
Pour les articles homonymes, voir Kevin McNulty et McNulty.
Kevin McNulty (né le 8 décembre 1955 à Rossland, Colombie-Britannique (Canada)) est un acteur canadien. Il est connu surtout pour le rôle du 2d officier Charles Lightoller dans Le Titanic, le rôle du docteur Warner dans Stargate SG-1 et pour le rôle de Jimmy O'Hoolihan dans Les Quatre fantastiques.

## Filmographie

### Cinéma
- 1988 : The First Season : John
- 1988 : Randonnée pour un tueur (Shoot to Kill) : San Francisco Policeman
- 1988 : Les Accusés (The Accused) de Jonathan Kaplan : Plea Bargain Lawyer
- 1990 : Short Time : Dr Drexler
- 1990 : Comme un oiseau sur la branche (Bird on a Wire) : Brad
- 1990 : Le Seul Témoin (Narrow Margin) : James Dahlbeck
- 1991 : Bingo : Network Boss
- 1992 : Telemaniacs (Stay Tuned) : un acteur de la série télévisée « thirtysomething-to-life »
- 1992 : Impolite : Weinfield
- 1993 : Anything for Love (en) : Louis Calder
- 1994 : Ernest Goes to School : Axwell
- 1994 : Max : Dr Flock
- 1994 : Intersection : Developer
- 1994 : Timecop : Parker
- 1994 : L'Histoire sans fin 3 : Retour à Fantasia (The NeverEnding Story III) : Barney Bux, Bastian's Father
- 1995 : Gunfighter's Moon : Mayor Petersen
- 1995 : The War Between Us : Tom McIntyre
- 1995 : Live Bait : John MacIntosh
- 1996 : Le Visage du danger (Mask of Death) : Mickalson
- 1997 : The Sixth Man (en)
- 1999 : Trafic mortel (The Arrangement) : Agent Dackhouse
- 2001 : Last Wedding : Rabbi
- 2002 : Compte à rebours explosif (Greenmail) (vidéo) : Albert Torsfeld
- 2003 : Stealing Sinatra : James Mahoney
- 2004 : Pursued : John Blakely
- 2005 : Reefer Madness (Reefer Madness: The Movie Musical) : Mayor Harris MacDonald
- 2005 : Les Quatre fantastiques (Fantastic Four) : Jimmy O'Hoolihan
- 2005 : The Score : Composer
- 2005 : 24/7 : Lawyer
- 2006 : John Tucker doit mourir (John Tucker Must Die) : Basketball Coach
- 2006 : Des serpents dans l'avion (Snakes on a Plane) : Emmett Bradley
- 2007 : Les Quatre Fantastiques et le Surfer d'argent (Fantastic Four: Rise of the Silver Surfer)
- 2008 : Le Ronde de nuit (Nightwatching) : Engelen

### Télévision
- 1986 : Spot Marks the X (TV) : Shelter Worker
- 1988 : Laura Lansing Slept Here (TV) : Howard
- 1989 : I Love You Perfect (TV)
- 1991 : Jusqu'à ce que le crime nous sépare (Deadly Intentions... Again?) (TV) : Dr Uttley
- 1991 : And the Sea Will Tell (TV) : Shoemaker
- 1991 : Silent Motive (TV)
- 1991 : Blackmail (TV) : Herb Grayson
- 1992 : Diagnostic : Meurtre (TV) : Foster
- 1992 : Liar, Liar (TV) : Reimer
- 1992 : Bijoux, hot-dogs et tasses de thé (The Man Upstairs) (TV) : Interrogator
- 1993 : Judgment Day: The John List Story (TV) : FBI agent
- 1993 : When a Stranger Calls Back (TV) : Dr Schifrin
- 1993 : For the Love of My Child: The Anissa Ayala Story (TV) : Dr G. Thomas
- 1993-1996 : X-Files : Aux frontières du réel (épisodes Compressions et L'Épave) : l'agent Fuller
- 1993 : Final Appeal (TV) : Blankenship
- 1993 : Un enfant de trop (Moment of Truth: A Child Too Many) (TV) : Daniel Hall
- 1993 : Other Women's Children (TV) : Frank Blake
- 1994 : Frostfire (TV) : Leonard Marquis
- 1994 : L'Enfer blanc (Snowbound: The Jim and Jennifer Stolpa Story) (TV) : Joe Tirado
- 1994 : Une femme en péril (My Name Is Kate) (TV) : Lecturer
- 1994 : Est-ce bien de l'amour? (This Can't Be Love) (TV) : l'officier #2
- 1994 : Tears and Laughter: The Joan and Melissa Rivers Story (TV) : Gene
- 1994 : L'Homme qui refusait de mourir (TV) : Curruthers
- 1994 : For the Love of Nancy (TV) : George Sabbath
- 1994 : Une inconnue dans la maison (Moment of Truth: A Mother's Deception) (TV) : Travis
- 1995 : X-Files : Aux frontières du réel (épisode Ombre mortelle) : Christopher Davey
- 1995 : Un milieu sans pitié (Fighting for My Daughter) (TV) : Sergeant Burnett
- 1995 : Les Galons du silence (Serving in Silence: The Margarethe Cammermeyer Story) (TV)
- 1995 : 767 en détresse (Falling from the Sky: Flight 174) (TV) : Larry Roberts
- 1995 : La Croisée des destins (en) (Children of the Dust) (TV) : le shérif Harriman
- 1995 : The Other Mother: A Moment of Truth Movie (TV) : Edward
- 1995 : She Stood Alone: The Tailhook Scandal (TV)
- 1995 : Justice vénale (Broken Trust) (TV) : le juge Peatling
- 1995 : La Rivale (Beauty's Revenge) (TV) : Minister
- 1995 : When the Vows Break (TV) : Joe Rand
- 1995 : Ebbie (TV) : M. Dobson
- 1996 : Amitié fatale (When Friendship Kills) de James A. Contner : Ted, le patron de Kathryn
- 1996 : Generation X (TV) : Balston
- 1996 : Maternal Instincts : Dr. Joe Reilly
- 1996 : Si près du danger (Mother, May I Sleep with Danger?) (TV)
- 1996 : Abduction of Innocence: A Moment of Truth Movie (TV) : District Attorney Davis
- 1996 : Night Visitors (TV) : Detective
- 1996 : Le Titanic (Titanic) (TV) : Second Officer Charles Lightoller
- 1996 : Une famille inattendue (An Unexpected Family) (TV) : Goldani
- 1997 : Le Rêve impossible (A Child's Wish) (TV) : Robbie
- 1997 : Une inconnue au téléphone (The Alibi) (TV) : Atty. Hendricks
- 1997 : A Call to Remember (TV) : Michael Bratton
- 1997 : Kitchen Party : Brent
- 1997 : L'Associé du diable (The Advocate's Devil) (TV)
- 1997 : Choc en plein ciel (Final Descent) (TV) : Henry Gibbons
- 1997 : Convictions (TV) : Marshall Link
- 1997 : Projet Médusa (Medusa's Child) (TV)
- 1997 : Provocante (Tricks) (TV) : Henry
- 1997 : Stargate SG-1 (Série TV) : Docteur Warner
- 1998 : Chienne de vie ! (In the Doghouse) (TV) : Lee Goldberg
- 1998 : L'Ultime épreuve (A Champion's Fight: A Moment of Truth Movie) (TV) : Baylor
- 1998 : Les Soupçons de Mary (Silencing Mary) (TV) : Tom Stuartson
- 1998 : Trop tard pour être mère ? (An Unexpected Life) (TV) : Goldani
- 1998 : La Nouvelle arche (Noah) (TV) : Donecker
- 1998 : La Beauté de l'âme (Beauty) (TV) : Dr. Braedon
- 1998 : Max Q (en) (TV) : Oz Gilbert
- 1999 : Alerte imminente (Quarantine) (TV)
- 1999 : The Color of Courage (TV) : Thompson
- 1999 : Démons et merveilles (en) (H-E Double Hockey Sticks) de Randall Miller : 'nnapolis Angels Coach
- 1999 : L'enfant secret (en) (Evolution's Child) (TV) : Dr. Collard
- 2000 : Trial by Fire (TV) : Warren Vaughn
- 2000 : Dans les filets de l'amour (Navigating the Heart) (TV) : Jack Stanton
- 2000 : Miracle on the Mountain: The Kincaid Family Story (TV) : Dave, Airfield Official
- 2000 : Special Delivery (TV) : Fred Anders
- 2001 : Strange Frequency 2 (TV) : Ross van Horn (segment Don't Stop Believin)
- 2001 : The Sports Pages (TV) : (segment How Doc Waddems Finally Broke 100)
- 2001 : Anatomy of a Hate Crime (TV) : Carl Manzani
- 2001 : Affaires de femmes ("A Girl Thing") (feuilleton TV) : Peter
- 2001 : Intime trahison (Love and Treason) (TV) : Director Horvath
- 2002 : L.A. Law: The Movie (TV) : Max Bettencart
- 2002 : Une question de courage (Door to Door) (TV) : President of Watkins
- 2003 : Consentements volés (A Date with Darkness: The Trial and Capture of Andrew Luster) (TV) : Juge Riley
- 2004 : Family Sins (TV) : Kenneth Geck
- 2005 : Cantata for the King (TV) : Preacher
- 2005 : Supervolcano (TV) : Joe Foster
- 2005 : Bob le majordome (Bob the Butler) (TV) : Tardy Man
- 2005 : Pour l'amour de Millie (Saving Milly) (TV) : Sheldon Adler
- 2006 et 2014 : Supernatural : Roy Le Grange (saison 1, épisode 12) et Philip (saison 10, épisode 6)
- 2006 : Past Sins (TV) : Dale Beckman
- 2007 : Pluie infernale (TV)
- 2008 : Mariage dangereux (TV) : Daniel Nash
- 2009 : Les Intrus : le shérif Emery
- 2010 : Tempête de météorites (Deadly Honeymoon) (TV) : le général Brock
- 2012-2014 : Arctic Air (TV) : Mel Ivarson
- 2017 : Carly, 16 ans, enlevée et vendue (TV) : le juge Smith